# Арая, Зеуди
Зеуди Арая (англ. Zeudi Araya; род. 10 февраля 1951, Дэкэмхаре, Дэбуб) — эритрейско-итальянская актриса и кинопродюсер.

## Биография
Родилась в Федерации Эфиопии и Эритреи в семье известного эфиопского политика. Зеуди Арая — племянница эфиопского дипломата, в 1960—1970-е годы посла Эфиопии в Италии. Окончила школу в Аддис-Абебе в 1969 году. В том же году Зеуди Арая стала победительницей конкурса красоты «Мисс Эфиопия». 
В начале 1970-х годов приехала в Рим. Рекламировала кофе на итальянском телевидении.
С 1971 года работала на киностудии «Чинечитта». В 1971—1974 годы снималась в эротических кинокомедиях режиссёра Луиджи Скаттини. В 1976 году Зеуди Арая сыграла наиболее известную роль — Пятницу в комедии Серджо Корбуччи «Синьор Робинзон» в дуэте с итальянским комиком Паоло Вилладжо.
Исполнила роль Элизабет в остросюжетном фильме «Неаполитанский детектив» (1978, реж. С.Корбуччи). Одна из лучших ролей актрисы — Шеба в триллере Джулиано Монтальдо «День сначала» (1987).
Снималась в ряде фильмов продюсера Франко Кристальди, который был её мужем с 1983 до своей смерти в 1992 году. 
С начала 1990-х годов не снимается в кино. После смерти мужа она стала активно заниматься кино- и телепродюсированием.
В 1995 году Зеуди Арая выступила продюсером фильма «Marciando nel buio» кинорежиссёра Массимо Спано, который является её партнёром, и с которым у неё есть сын — Микеланджело Спано (р. 1995).

## Фильмография (актриса)
- 1972 — «Девушка с лунной кожей»

- 1973 — «Девушка на внедорожнике»
- 1974 — «Тело»
- 1974 — «Жертва»
- 1975 — «Грешница»
- 1976 — «Синьор Робинзон»
- 1979 — «Неаполитанский детектив»
- 1979 — «Сокровище моё»
- 1983 — «Сердца и доспехи»
- 1986 — «День первый»